# Grab (Unternehmen)
Grab Holdings Inc., allgemein bekannt als Grab, ist ein multinationales Dienstleistungsunternehmen mit Sitz in Singapur. Es bietet in über 300 Städten Online-Vermittlungsdienste zur Personenbeförderung an. Neben dem Transport von Personen bietet das Unternehmen über eine mobile App auch die Lieferung von Lebensmitteln und digitale Zahlungsdienste an. Es ist in 8 Ländern in Südostasien (Singapur, Indonesien, Vietnam, Kambodscha, Philippinen, Myanmar, Malaysia und Thailand) und in Japan aktiv. Mit einer Bewertung von 14 Milliarden US-Dollar war es vor seinem Börsengang das wertvollste Einhorn (Start-up) in Südostasien.

## Geschichte
Die Idee, eine mobile App zur Taxibuchung für Südostasien zu entwickeln, die den in den USA entwickelten ähnelt, stammt von dem Malaysier Anthony Tan, während er an der Harvard Business School war. Mit der Motivation, Taxifahrten in Malaysia sicherer zu machen, startete Tan 2012 zusammen mit Tan Hooi Ling, einer weiteren Harvard-Absolventin, die App „My Teksi“ in Malaysia. MyTeksi wurde mit einem anfänglichen Zuschuss von 25.000 US-Dollar von der Harvard Business School und Anthony Tans persönlichem Kapital gestartet.
Im August 2013 expandierte es auf die Philippinen und im Oktober desselben Jahres nach Singapur und Thailand. Im Jahr 2014 verlegte das Start-up seinen Firmensitz von Malaysia nach Singapur. Im Mai 2014 brachte das Unternehmen GrabCar als alternatives Transportmittel auf den Markt, das anstelle von Taxis über einen lizenzierten Partner Personenkraftwagen verwendet, um den Mangel an öffentlichen Verkehrsmitteln während der Stoßzeiten zu überwinden. 2016 wurde das Unternehmen in Grab umbenannt. Die neue Marke umfasst alle Produkte des Unternehmens: GrabCar (Personenkraftwagen), GrabBike (Motorradtaxis), GrabHitch (Fahrgemeinschaften) und GrabExpress (Lieferung auf der letzten Meile) mit einem neuen, überarbeiteten Logo. Seit 2016 besitzt Grab auch seinen eigenen Bezahldienst.
Im August 2017 erhielt Grab 2,5 Milliarden US-Dollar an Wagniskapital von SoftBank, DiDi und Toyota. Im November 2017 transportierte Grab täglich über 3 Millionen Personen. Im März 2018 übernahm es die Operationen des Konkurrenten Uber in Südostasien. Uber erhielt im Gegenzug 27 % der Anteile an Grab. Im Februar 2020 expandierte Grab nach Japan.
Seit 2. Dezember 2021 ist Grab an der New Yorker Börse Nasdaq notiert. Der Börsengang war der bis dahin größte mittels einer SPAC durchgeführte der Welt.

## Operationen
Die Grab-App ordnet Taxis und private Mietwagen über ein Standortmitbenutzungssystem den Kunden in der Nähe zu. Für erfolgreiche Fahrten erhält Grab eine Gebühr. Obwohl einige Taxiunternehmen versucht haben, ihre eigenen Fahrer an der Nutzung der App zu hindern, hat Grab die Taxifahrer direkt erreicht, indem es sie an Flughäfen, Straßenhändlerzentren, Taxischlangen und Depots anmeldete. Das Unternehmen schult die Taxifahrer auch im Umgang mit dem Smartphone und ihrer mobilen App. Neben den großen Städten hat Grab auch versucht, in die Märkte kleinerer Städte vorzudringen.

## Kontroversen
Das aggressive Vordringen von Grab in neue Märkte führt oft zu Konflikten mit etablierten Taxiunternehmungen und anderen Transportdienstleistern. In Kuala Lumpur in Malaysia waren Schikanen und Übergriffe von Taxifahrern auf Fahrer und Fahrgäste von Grab zu beobachten. In Malaysia und Singapur wurde der Dienst 2017 legalisiert, mehrere Jahre nach dem Markteintritt. In mehreren Ländern wurde von sexuellen Übergriffen von Grab-Fahrern auf weibliche Kunden berichtet.